# أنتقيرة
بلدية أنتقيرة أو أنطكيرة (بالإسبانية: Antequera) هي بلدية تقع في مقاطعة مالقة التابعة لمنطقة أندلوسيا جنوب إسبانيا. تبعد 45 كم شمال غربي مدينة مالقة و160 كم جنوب شرقي مدينة إشبيلية.

## الديموغرافيا
بلغ عدد سكان بلدية أنتقيرة 41.854 نسمة عام 2011 (وفقاً للمعهد الوطني الإسباني للإحصاء).
| 40.181 | 40.433 | 41.197 | 43.206 | 44.547 | 45.168 | 41.854 |

## توأمة
لأنتقيرة اتفاقيات توأمة مع:
- آجدي

## صور

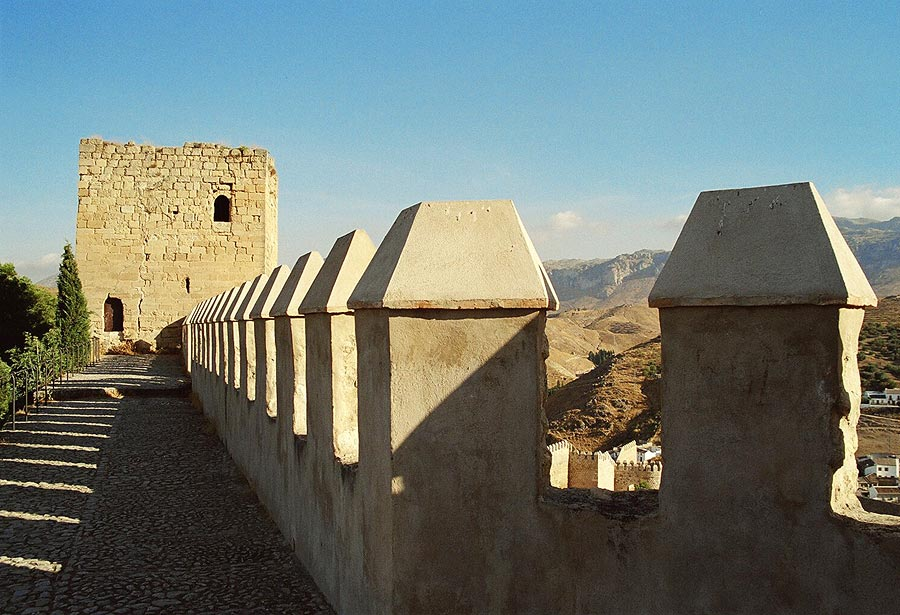
قصبة أنتقيرة التي بناها العرب

## أعلام
- ماريا غونزاليس
- مانويل هيدالغو ميدينا
- كيتي مانفر
- بيبي بينتو
- أنطونيو غونزاليس ألفاريز
- كيكو أوليفاس
- ميغيل أورتيز بيروكال